# Mangawharariki (rivière)
La rivière Mangawharariki (en anglais : Mangawharariki River) est un cours d’eau de la région de Manawatu-Wanganui de l’île du Nord de la Nouvelle-Zélande.

## Géographie
Elle s’écoule vers le nord-ouest à partir de la chaîne des Ruahine pour rencontrer le fleuve Rangitikei au niveau de la ville de Mangaweka.